# Кулешов, Фёдор Иванович
Фёдор Ива́нович Кулешо́в (бел. Фёдар Іванавіч Куляшоў; 18 июня 1913, Великие Стрелки, Могилёвская губерния — 29 декабря 1993, Минск) — советский белорусский литературовед, критик и педагог. Доктор филологических наук (1964), профессор (1965).

## Биография
Родился в деревне Великие Стрелки Городецкой волости Рогачёвского уезда Могилёвской губернии (ныне в Рогачёвском районе Гомельской области Республики Беларусь). Родился в крестьянской семье. Рано остался сиротой, работал пастушком и в прислуге, воспитывался в детских домах в Пиревичах и Бобруйске,
В 1931—1933 гг. — литературный сотрудник рогачёвской газеты «Камунар» и собственный корреспондент газеты «Советская Белоруссия». После знакомства с одним из литературоведов решил овладеть этой специальностью, для чего сначала поступил в Ленинградский областной учительский институт, по окончании которого в 1935 году направлен для работы учителем в городе Кировск Мурманской области. Одновременно заочно учился в Ленинградском педагогическом институте им. А. И. Герцена. 26 апреля 1938 года был арестован и затем приговорён к 5 годам ИТЛ (отбывал в Воркутлаге). По другим данным, был арестован 26 марта 1939 года, а 26 мая приговорён Мурманским областным судом к 5 годам исправительно-трудовых лагерей по статье 58 п. 10 УК РСФСР (за хранение антисоветской литературы: при обыске у него были найдены романы Бориса Пильняка и Бруно Ясенского). После освобождения в 1943 году (реабилитирован в 1990 году) работал учителем в одной из школ Миасского района Челябинской области и писарем на военно-пересыльном пункте в Челябинске. В 1944 году закончил заочное обучение в Ленинградском пединституте.
В 1945—1950 гг. работал старшим преподавателем в Кустанайском пединституте, одновременно готовя кандидатскую диссертацию («Ранний Куприн»), которую защитил в 1949 году в Ленинграде, после чего назначен заведующим кафедрой русского языка и литературы Кызыл-Ординского педагогического института. С 3 июня 1951 года — доцент БГУ и по совместительству старший научный сотрудник Института литературы АН БССР. В 1956 году из-за отсутствия надлежащих бытовых условий переехал в Сахалинскую область, где в течение пяти лет читал курс русской литературы и заведовал кафедрой в Южно-Сахалинском педагогическом институте. В 1961 году вернулся в Минск и с тех пор работал в Белорусском государственном университете, где в 1964 году защитил докторскую диссертацию («Творческий путь А. И. Куприна»), в 1965 получил учёную степень профессора, а с 1966 по 1969 год возглавлял кафедру русской классической литературы. В 1985—1990 гг. — консультант при кафедре.
Умер 29 декабря 1993 года.

## Литературоведческая деятельность
Писал на русском и белорусском языках. Автор около трёхсот историко-литературных и литературно-критических работ. Его перу принадлежат книги о Антоне Чехове, Льве Толстом, Николае Некрасове, Максиме Горьком. Наибольший интерес в литературных и научных кругах вызвала книга «Творческий путь А. И. Куприна» (1963, 1987), которая была высоко оценена такими известными учёными, как Г. А. Бялый, М. Н. Пархоменко, О. Н. Михайлов. В письме автору Корней Чуковский написал: «Книга ваша умная, богатая, изобилующая свежими материалами, привела меня в восхищение. Это лучшая книга о Куприне и образец литературоведческой работы...».
Кулешов с большой интересом следил за развитием и белорусской литературы. Как критик и литературовед он работал в разных жанровых формах: от статей для журналов и энциклопедий (см., например, статьи о Чернышевиче в «Краткой литературной» и «Большой советской» энциклопедиях) до монографий и критико-биографических очерков. Его книга о Михаиле Лынькове выдержала три издания (1961, 1974, 1979). Дважды была издана работа «Иван Мележ» (1968 и 1971).